# Vergniaud Mendes
Vergniaud Mendes (Rio de Janeiro, 23 de novembro de 1976) é um empresário e ex-ator brasileiro. Em 2010 deixou a atuação para empresariar artistas do universo sertanejo.

## Carreira
Vergniaud começou a carreira em 1994, aos dezessete anos, como modelo ao ser descoberto por um produtor de uma agência, indo morar em Paris e Milão, onde trabalhou mais de dez anos desfilando para grandes grifes como Versace, Vivienne Westwood, Christian Dior e Alessandro Dell'Acqua. Em 2005 deixou as passarelas após passar nos testes da Rede Globo para a telenovela A Lua Me Disse, onde interpretou o nerd Joaquim, emendando na sequência uma série de participações especiais em Minha Nada Mole Vida, Sob Nova Direção e Avassaladoras: A Série. Em 2006 ganhou destaque ao protagonizar a telenovela jovem Alta Estação, dando vida a Ricardo, que disputava Bárbara com seu melhor amigo. Nesta época abriu a casa de espetáculos Ponto da Bossa Nova, no Rio de Janeiro. Em 2009 esteve no elenco de Poder Paralelo como o misterioso Júlio.
Em 2010 deixou a carreira de ator para dedicar-se exclusivamente à sua casa de shows e empresariar artistas do universo sertanejo.

## Filmografia

### Televisão
| Ano  | Título                 | Personagem               | Notas                                |
| ---- | ---------------------- | ------------------------ | ------------------------------------ |
| 2005 | A Lua Me Disse         | Joaquim Nogueira Queirós |                                      |
| 2006 | Minha Nada Mole Vida   | Nicolau do Baraí         | Episódio: "Rei das Festas"           |
| 2006 | Sob Nova Direção       | Nando                    | Episódio: "A Noite das Desesperadas" |
| 2006 | Avassaladoras: A Série | Diego                    | Episódio: "Mulheres em Conserva"     |
| 2006 | Alta Estação           | Ricardo Garcia           |                                      |
| 2008 | Toma Lá, Dá Cá         | Marco Aurélio            | Episódio: "Nem Tudo é Realidade"     |
| 2009 | Poder Paralelo         | Julio Marquês            |                                      |

## Ligações Externas
- Vergniaud Mendes. no IMDb.
- Vergniaud Mendes no Instagram